# 櫻井顕
櫻井 顕（幼名は彰生、眞樹、1948年9月 - ）は、日本の映画監督、シナリオライター、プロデューサー、小説家。群馬県前橋市出身。

## 略歴
当初は俳優を目指して早稲田大に学んだが、早稲田大学第二文学部演劇学科卒業後、映画監督大沼哲郎、杉山正美、小林米作等に師事。主に科学映画、記録映画製作に従事。その後日本テレビ放送網、電通映画社を経て1978年よりフリー映画作家としてインディペンダント映画作品の製作を目指す。
1979年「さよならの日々」で劇映画監督デビュー。同作品は1980年文化庁奨励賞を獲得。同作品の撮影は、村野鉄太郎監督の「月山」でカメラマンデビューした高間賢治の2作目。以来櫻井と高間は交流を続け、3本の自主映画作品を共に製作。1998年に有限会社 発展 内外映像芸術研究所を設立。自主製作映画を製作。
俳優よりも演出家を選んだことについて、「DNAのなせる業かも知れない」と語る。実父は福祉ドキュメンタリー映画監督の柳澤壽男。また、櫻井が映画監督を志したのは、日本テレビ放送網に在籍していた当時、インド人映画監督サタジット・レイの「大地の詩」を観たことがきっかけとなった。「映画は自己表現」と言う櫻井は、「文章も自己表現」と述べ、小説や雑誌記事の執筆も手掛ける。小説では「私はあなたかもしれない 少尉の帰還」、スポーツ紙「エール スポーツ」に取材記事を執筆。
2004年以来、自分の作品を幾つかの海外映画祭に出品し、受賞も多い。これは「映画は自己表現である。自己表現はインターナショナルである必要がある」という自身の考え方に基づいている。英語・インドネシア語に堪能で、ハングル、中国語にも通じている。

## 作品と受賞歴
- 1979年 劇映画「さよならの日々」（ありのまま舎）　脚本・監督 1980文化庁奨励賞
- 1990年 「老年期痴呆のより良い介護」（電通映画社）　脚本・監督 国際産業映画ビデオコンクール金賞
- 2003年 「墨田区緑町の記憶・鎮魂」（サクラコーポレーション） 製作・監督 東京ビデオフェスティバル2003年賞
- 2004年 劇映画「メタセコイヤの木の下で」（ありのまま舎） 脚本・監督 2006ヒューストン国際映画祭Silver Remi賞
- 2006年 劇映画「母 外与子」（ありのまま舎）　脚本・監督 2008ヒューストン国際映画祭Gold Remi賞
- 2011年 「ヒューマニティの伝統 萩原朔太郎と群馬マンドリン楽団」（シネマプロ）脚本・監督 2011ヒューストン国際映画祭 長編ドキュメンタリー部門金賞
- 2012年 「はじめの始まり ブリクとシマン」（中央工科デザイン専門学校）　脚本・製作 2012ヒューストン国際映画祭学生部門プラチナ賞
- 2015年 「初代群馬県令楫取素彦物語 生涯の至誠」（中央レコードマネージメント株式会社）脚本・監督 2015ヒューストン国際映画祭歴史部門プラチナ賞
- 2017年 劇映画「牧水 あくがれのみなかみ」（発展・シネマプロ） 脚本・監督・製作指揮
- 2017年 劇映画「紅い襷 富岡製糸場物語」（NHKエンタープライズ） ラインプロデューサー
- 2018年 「白根開善学校 人はみな善くなろうとしている やさしさの500日」（白根開善学校・発展）脚本・監督・製作指揮 2018ヒューストン国際映画祭長編ドキュメンタリー部門銀賞

## 記事掲載誌
- 1980年（昭和55年）4月6日号 サンデー毎日 劇映画「さよならの日々」に関する荻昌弘による映画評
- 1989年（平成元年）9月14日 読売新聞 ドキュメンタリー「老人性痴呆のより良い 看護 アメリカでの実践」関連記事
- 1992年（平成4年）7月26日 朝日新聞 ドキュメンタリー「あした私は」紹介記事
- 1993年（平成5年）3月2日 朝日新聞 同上
- 1997年（平成9年）3月11日 読売新聞 ドキュメンタリー「墨田区緑町の記憶・ 鎮魂」に関する取材記事
- 1997年（平成9年）4月5日 朝日新聞 同上
- 2001年（平成13年）10月4日 上毛新聞 養蚕の映像化について櫻井への取材記事
- 2002年（平成14年）2月から6回 上毛新聞 オピニオンに櫻井執筆記事
- 2003年（平成15年）7月29日 上毛新聞 劇映画「メタセコイヤの木の下で」取材記事
- 2011年（平成23年）6月26日 上毛新聞 ドキュメンタリー「ヒューマニティの伝統 萩原朔太郎と群馬マンドリン楽団」ヒューストン国際映画祭金賞受賞記事
- 2014年（平成26年）10月31日 上毛新聞 ドキュドラマ「初代群馬県令 楫取素彦物語 生涯の至誠」取材記事